# Закон покриття тіла
Закóн покро́вів (покриття́) ті́ла — закон, згідно з яким щільність покривів тіла ссавців і птахів досягає максимуму в холодних і посушливих областях. Ця особливість відображає своєрідні адаптації тварин — механізми терморегуляції в умовах екстремального температурного режиму.